# Средноамурска низина
Средноамурската низина (Амуро-Сунгарска равнина, Санцзянска равнина) (на руски: Среднеамурская низменность, Амуро-Сунгарийская равнина, Саньцзянская равнина) е обширна низина в Далечния изток, простираща се в Еврейската автономна област и южните части на Хабаровски край в Русия и североизточната част на провинция Хъйлундзян в Китай, където носи названието Синцзянска равнина. Дължина 670 km, ширина от 100 до 200 km. Заема падина разположена по средното течение на река Амур между планините Сихоте Алин на изток, Източноманджурските на юг, Малък Хинган на запад и северозапад и Бурейнския хребет на север. На североизток чрез долината на река Амур се свързва с Долноамурската низина, на югозапад чрез долината на река Сунгари – с равнината Сунун, а на югоизток – с Приханкайската низина. Дренира се от река Амур и нейните притоци: Харпи, Сими, Тунгуска с Хор и Урми, Бира, Биджан (леви); Гур, Анюй с Манома, Немпа, Усури с Хор, Бикин, Наолихе и Мулинхе, Сунгари с Танванхе (десни). Повърхността ѝ е плоска и заблатена, като на места се издигат островни ниски възвишения (Хехцир 949 m, Големи Чурки 831 m, Даур 674 m, Улдура 630 m и др.). Климатът е мусонен с топло и дъждовно лято и сурова почти безснежна зима. Летните мусонни и есенните тайфунни дъждове предизвикват обширни наводнения. Северната ѝ част е покрита с тайга от даурска лиственици, редуваща се с обширни заблатени пространства (марями), а южната – със смесени гори от манджурски тип.

## Национален атлас на Русия
- Приморие[2]
- Приамурие[3]